# 李子云
李子云（1930年—2009年），笔名晓立，女，福建厦门人，生于北京，中国文学评论家，《上海文学》原副主编，《人民文学》原编委，中国作家协会名誉委员。